# Trollz
Trollz è una serie televisiva animata statunitense del 2005, trasmessa negli Stati Uniti dal 27 agosto all'8 novembre 2005 su Disney Channel e in seguito su DiC Kids Network. In Italia la serie è stata trasmessa dal 3 aprile al 9 maggio 2006 su Italia 1.

## Trama
La serie narra le avventure di cinque fatine, le trollz, amanti della moda, della musica e dei ragazzi. Sono caratterizzate da folte capigliature dai colori brillanti e vivono nella cittadina di Trollzpolis; il loro è un mondo caratterizzato dalla magia, dai colori sgargianti e da tanta allegria, quest'ultima, però, viene offuscata dal perfido Simon, un folletto malvagio che insieme al suo animaletto Snarf, metterà le cinque eroine molto spesso nei guai. Le trollz si definiscono amiche per tutta la vita e considerano l'amicizia il valore principale del loro gruppo.

## I personaggi
- Amethist, la protagonista che emerge in assoluto rispetto alle altre, dovuto anche al colore dei suoi capelli magenta; fatina dal carattere riflessivo, è quella che ama di più la moda rispetto alle altre.
- Ruby, il maschiaccio del gruppo, la fatina con l'acconciatura più strana dai capelli rosso fuoco.
- Topaz, la bionda gialla del gruppo molto vanesia e a momenti molto tontolona, ama alla follia il rossetto alla fragola.
- Onyx, la trollz più tosta con grinta da vendere, a volte sembra molto seriosa ma dopo tutto è la caratteristica principale del suo carattere, è l'unica ad avere i capelli ricci di colore tendente al violetto.
- Sapphire, la trollz con più cultura, ama studiare in particolare modo la matematica, è molto sveglia e brillante ha una buffa coda di cavallo di colore azzurro.

## Edizione italiana

### Doppiaggio
| Personaggio | Doppiatore originale | Doppiatore italiano  |
| ----------- | -------------------- | -------------------- |
| Amethyst    | Britt McKillip       | Elisabetta Spinelli  |
| Onyx        | Anna Van Hooft       | Maddalena Vadacca    |
| Ruby        | Chiara Zanni         | Cinzia Massironi     |
| Sapphire    | Alexandra Carter     | Cristiana Rossi      |
| Topaz       | Leah Juel            | Sabrina Bonfitto     |
| Rock        | Matt Hill            | Massimo Di Benedetto |
| Coal        | Jesse Moss           | Renato Novara        |

### Sigla italiana
Siamo le Trollz, la sigla iniziale e finale della serie, scritta da Graziella Caliandro, composta e da Luca Orioli è interpretata da Elena Tavernini con i cori di Alessandra Edun e Vera Calacoci. La sigla è stata pubblicata nel 2006 nella raccolta Cristina D'Avena e i tuoi amici in TV 19.

### Episodi
| N° | Titolo originale            | Titolo italiano             | Prima TV originale | Prima TV Italia |
| -- | --------------------------- | --------------------------- | ------------------ | --------------- |
| 1  | Best Friends for Life       | Amiche per tutta la vita    | 27 agosto 2005     | 3 aprile 2006   |
| 2  | Five Spells Trouble         | Guai per una magia a cinque | 27 agosto 2005     | 4 aprile 2006   |
| 3  | First Day of School         | Primo giorno di scuola      | 27 agosto 2005     | 5 aprile 2006   |
| 4  | Onyx's Gem                  | Pietra di onyx              | 6 ottobre 2005     | 6 aprile 2006   |
| 5  | Topaz Possessed             | Un folletto fastidioso      | 7 ottobre 2005     | 7 aprile 2006   |
| 6  | The Big Test                | Compito in classe           | 10 ottobre 2005    | 10 aprile 2006  |
| 7  | Troll Fast, Troll Furious   | Donne e motori              | 11 ottobre 2005    | 11 aprile 2006  |
| 8  | The Great Race              | La sfida                    | 12 ottobre 2005    | 12 aprile 2006  |
| 9  | Into the Woodz              | La punizione                | 13 ottobre 2005    | 13 aprile 2006  |
| 10 | The Dating Game             | Un invito importante        | 14 ottobre 2005    | 14 aprile 2006  |
| 11 | Mirror, Mirror              | Specchio delle mie brame    | 17 ottobre 2005    | 17 aprile 2006  |
| 12 | Ruby's Rules of Partying    | Le regole della festa       | 18 ottobre 2005    | 18 aprile 2006  |
| 13 | Forever Amber               | L'anello antico             | 19 ottobre 2005    | 19 aprile 2006  |
| 14 | Not-So-Good Old Days        | Ritorno al passato          | 20 ottobre 2005    | 20 aprile 2006  |
| 15 | Simply Simon                | Simonopolis                 | 21 ottobre 2005    | 21 aprile 2006  |
| 16 | The Tree and the Dragon     | L'antenata mancante         | 24 ottobre 2005    | 24 aprile 2006  |
| 17 | Homecoming                  | Una partita movimentata     | 25 ottobre 2005    | 25 aprile 2006  |
| 18 | A Dragon's Tale             | Alla ricerca dell'antenato  | 26 ottobre 2005    | 26 aprile 2006  |
| 19 | Field Trip                  | La gita scolastica          | 27 ottobre 2005    | 27 aprile 2006  |
| 20 | The Day the Magic Died      | Incursione nelle grotte     | 28 ottobre 2005    | 28 aprile 2006  |
| 21 | Bringing Back the Magic     | Riprendiamoci la magia      | 31 ottobre 2005    | 1º maggio 2006  |
| 22 | New Girl in Town            | La nuova compagna           | 1º novembre 2005   | 2 maggio 2006   |
| 23 | When Good Girlz Go Bad      | I biscotti indigesti        | 2 novembre 2005    | 3 maggio 2006   |
| 24 | Boyz and Girlz Together     | Simon, il magnifico         | 3 novembre 2005    | 4 maggio 2006   |
| 25 | Where the Trollz Are        | Vacanza ai tropici          | 4 novembre 2005    | 5 maggio 2006   |
| 26 | Surf Monster a Go Go        | Mostri a gogo               | 7 novembre 2005    | 8 maggio 2006   |
| 27 | Krakatrolla Needs Some Java | L'eruzione del vulcano      | 8 novembre 2005    | 9 maggio 2006   |